# Minilimosina intermedia
Minilimosina intermedia är en tvåvingeart som beskrevs av Marshall 1985. Minilimosina intermedia ingår i släktet Minilimosina och familjen hoppflugor. Arten är reproducerande i Sverige. Inga underarter finns listade i Catalogue of Life.